# کداک دی‌سی‌اس پرو ۱۴ان
کداک دی‌سی‌اس پرو ۱۴ان (به انگلیسی: Kodak DCS Pro 14n) یک دوربین عکاسی ساخت شرکت کداک است.